# Old Scatness
Old Scatness is een archeologische vindplaats, ten westen van het vliegveld van Sumburgh op Mainland van Shetland. De plaats bevat een broch en een nederzetting uit de IJzertijd, maar was reeds in het Neolithicum bewoond.

## Geschiedenis

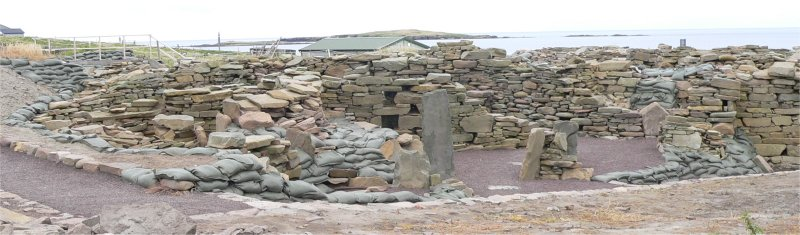
Overzicht van Old Scatness, met op de voorgrond de werkruimte uit het midden van de IJzertijd.

Er is geen geschreven geschiedenis overgebleven van Old Scatness. De plaats werd rond 1975 bij toeval onder een heuvel ontdekt bij de aanleg van het vliegveld van Sumburgh. Er zijn aanwijzingen dat de plaats al in het neolithicum bewoond werd. Er zijn namelijk neolithische voorwerpen gevonden en bepalingen van de ouderdom van enkele bodemmonsters uit de grondlaag daarboven variëren tussen de leeftijd van 4600 en 2750 jaar. De broch met het erbij horende dorp stamt uit de ijzertijd. De broch werd tussen 400 voor Christus en 200 na Christus gebouwd. Ook gedurende de tijd van de Picten woonden er nog mensen in Old Scatness. In totaal is de plaats gedurende zo'n 3000 jaar bewoond geweest.

## Gebouwen per periode

### Old Scatness Broch, vroege ijzertijd

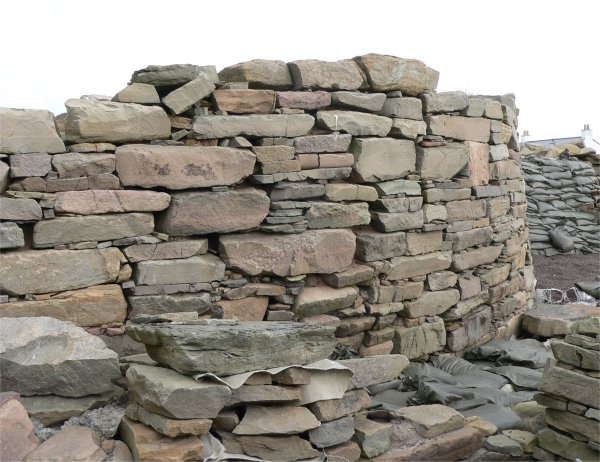
De muur van Old Scatness Broch.

De broch is gebouwd met de techniek van dry-stone masonry. Dat wil zeggen dat het gebouw opgetrokken is uit natuursteen, zonder gebruik te maken van een bindende stof, zoals cement of klei. De muur van de broch is ongeveer vier meter dik. In de muur zitten, zoals gebruikelijk in een broch, meerdere vertrekken. De muur bevatte ook twee trappen. Het is onbekend hoe hoog de broch is geweest. De muren van de ruïne zijn vier meter hoog. Het is zeer goed mogelijk dat muren een vergelijkbare hoogte hebben gehad, als die van Mousa Broch, namelijk dertien meter. De stenen van de broch zijn vermoedelijk in de Pictische tijd gebruikt voor de andere gebouwen rondom.
In tegenstelling tot veel andere brochs, had Old Scatness Broch twee deuren. De deur aan de westzijde was vermoedelijk de hoofdingang. Boven de deur bevindt zich een driehoekige bovendorpel, vergelijkbaar met die van de Broch of Culswick. De deur aan de noordzijde is al in de oudheid dichtgemaakt. De muur van de broch vormt niet een zuivere cirkel; in het noordwesten komt de muur iets te ver naar buiten. De reden hiervoor is onbekend, mogelijk was dit om extra stevigheid aan de muur te geven.
Rondom de broch bevond zich een greppel en een verdedigingsmuur. De toegang door deze muur was aan de zuidzijde. Deze greppel is in latere tijd opgevuld met afval. Ook werden er andere structuren overheen gebouwd.

### Midden van de IJzertijd

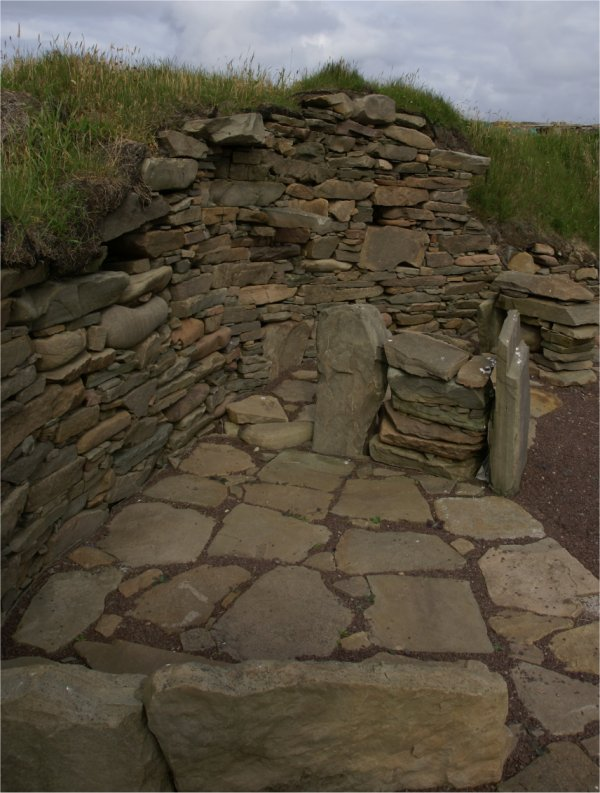
De binnenzijde van een Aisled Roundhouse. De binnenmuur staat los van de buitenmuur.

Ten westen en zuidwesten van de broch bevinden zich twee Aisled roundhouses. Dit zijn ronde gebouwen met daarin een aantal binnenmuren die haaks op de ronde buitenmuur staan. De binnenmuren reiken niet tot aan het centrum van het gebouw, waardoor er een ronde open ruimte midden in het gebouw ontstaat. Karakteristiek voor Aisled Roundhouses is dat de binnenmuren zo'n dertig tot veertig centimeter los staan van de buitenmuur, waardoor je in het gebouw volledig langs de buitenmuur kunt lopen. Deze openingen tussen binnen- en buitenmuur zijn op sommige plekken in later tijd weer dichtgemaakt.
Het westelijke gebouw bevat een soort stenen oven. Opvallend is dat er geen tekenen van brandschade aan de stenen van deze oven te vinden zijn. Men denkt daarom dat er mogelijk een constructie was die ervoor zorgde dat er alleen hete lucht van een nabijgelegen vuur door deze oven werd geleid. De Aisled Roundhouses stammen uit het begin van de jaartelling, evenals een gebouw ten oosten van de broch. Dit derde gebouw is groter en bevat een ruimte om graan te drogen. Men denkt dat dit een soort van werkruimte is geweest.

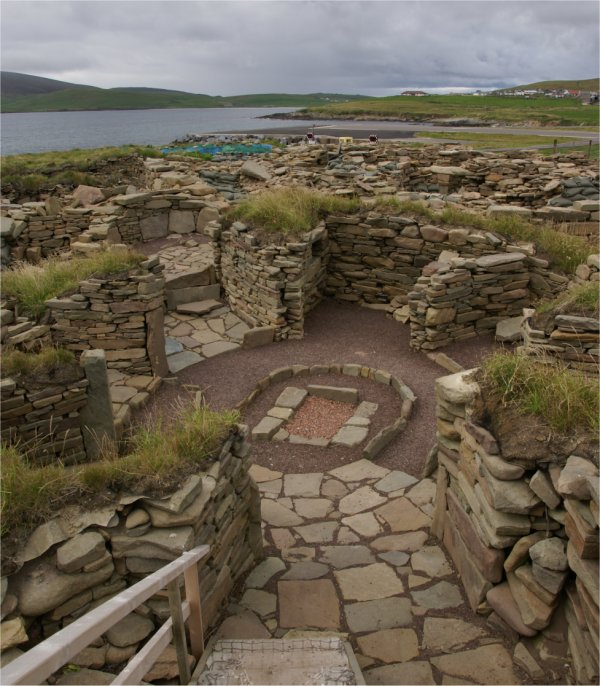
De binnenzijde van een Wheelhouse. De binnenmuren zijn vanaf de bovenzijde gezien driehoekig van vorm.

### Picten
In de tijd van de Picten, of de late ijzertijd, namelijk rond 600 na Christus, werden er ten zuidoosten van de broch nog enkele huizen gebouwd. Dit betreffen Wheelhouses. Deze gebouwen lijken in zekere zin op de Aisled Roundhouses; het zijn ook ronde gebouwen met binnenmuren die haaks op de ronde buitenmuur staan met in het centrum een open ruimte. De binnenmuren van een Wheelhouse reiken echter wel tot aan de buitenmuur, waardoor de plattegrond op een wiel met spaken lijkt. Op de plattegrond zijn de binnenmuren niet rechthoekig van vorm, maar driehoekig; breed waar ze de buitenmuur raken, maar smal in het centrum. Op de grond bij het binnenste uiteinde van één binnenmuur is een stenen plaat gevonden met daarop een beer afgebeeld. Men neemt aan dat deze plaat op het uiteinde van de muur heeft gezeten als versiering.
In de Pictische tijd werden vermoedelijk stenen van de bovenste etage van de broch gebruikt voor de bouw van de Wheelhouses. De broch zelf werd inwendig aangepast tot een Pictische woning. Na de Wheelhouses bouwden de Picten ook nog andere gebouwen bij de nederzetting. Die gebouwen zijn tijdens de opgravingen verwijderd om de onderliggende gebouwen te kunnen onderzoeken.

### Vikingen

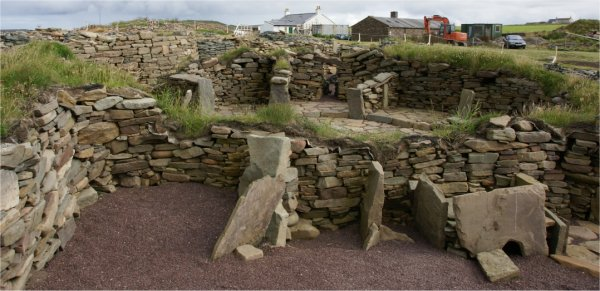
De binnenzijde van een bijgebouw van een Aisled Roundhouse. Aan de rechterzijde is de oven te zien.

Na de Picten hebben de Vikingen in Old Scatness gewoond. Enkele wheelhouses vertonen aanwijzingen dat ze zijn aangepast door de Vikingen. Ook gebruiksvoorwerpen van de Vikingen zijn er gevonden. In de buurt van Old Scatness zijn de resten van een typische woning van Vikingen gevonden, namelijk een longhouse.

### Schotse tijd
Na de tijd van de Vikingen is Old Scatness vermoedelijk bewoond gebleven. Er zijn echter weinig restanten uit die latere periode gevonden. Ergens in de negentiende eeuw is de plaats vermoedelijk verlaten.

## Opgraving en beheer
Opgravingen in Old Scatness zijn in 1995 begonnen door de Faculteit Archeologie van de Universiteit van Bradford. De plaats wordt beheerd door Shetland Amenity Trust.